# 新庄節
新庄節（しんじょうぶし）は、山形県新庄市に伝わる民謡、座敷唄。

## 概要
最上郡鮭川村の羽根沢地区で草刈りの際に甚句として歌われていた『羽根沢節』が新庄の遊廓万場町に座敷唄となり、この曲の原型となった。1914年（大正3年）、新庄の劇場・三吉座のこけら落としで歌舞伎役者の尾上多賀之丞が来演したのを機会に、改作と振付を依頼して完成し、それが現在のものとなった。
現在では『庄内おばこ』とともに山形県民謡の双璧とされ、長く親しまれている。